# ميكروبيدات

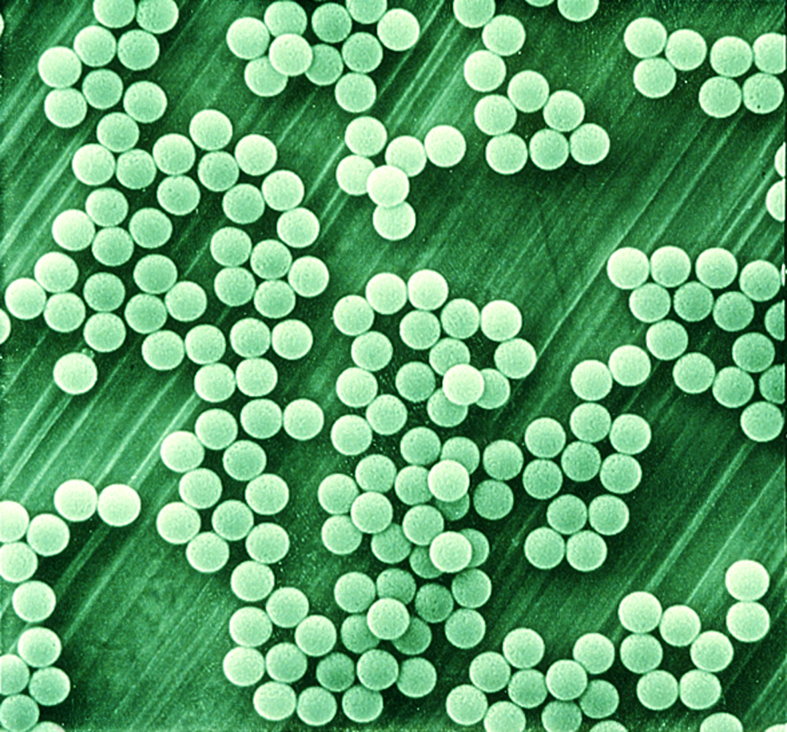
الميكروبيدات فائقة النفاذية المغناطيسية: دينابيدات أحادية الحجم(صورة مُلتقطَة بالمجهر الإلكتروني)

الميكروبيدات هي جسيمات بوليمرية منتظمة، تتراوح أقطارها عادةً من 0.5 إلى 500 ميكرومتر. ويمكن امتصاص الجزيئات ذات رد الفعل الحيوي أو مضاعفتها على سطحها الخارجي، وتُستخدم لفصل المواد البيولوجية مثل الخلايا أو البروتينات أو الأحماض النووية.
وتستخدم الميكروبيدات لعزل مواد أو جزيئات خاصة والتحكم فيها، كما تُستخدَم كذلك في تحليل الجزيئات الحساسة أو تلك التي لا توجد بوفرة، مثل الموجودة في الموجودات الآلية والمصغرة.

## الخلفية
تم إنشاء الميكروبيدات عندما تمكن الدكتور جون أوجيلستاد مؤخرًا من تكوين سلاسل متعددة السيترين بنفس الحجم الكروي، في جامعة تروندهايم في النرويج في عام 1976. ثم قام بتكوين ميكروبيدات فائقة النفاذية المغناطيسية (دينابيدات) وعند وضع هذه السلاسل في مجال مغناطيسي، فإنها تُظهر خصائص مغناطيسية بدون أن تُخلف وراءها أية مغناطيسية عند إخراجها من المجال المغناطيسي، مما أدى إلى تطور تكنولوجيا الفصل المغناطيسي.
تسمح الميكروبيدات بحركة ديناميكية سريعة في مرحلة السوائل، مما يعطي لكل حجم مساحة سطح كبيرة. ويمكن للميكروبيدات القيام بعمليات فصل سريعة خلال بروتكول الاستخدام والتطبيق من خلال استخدام المغناطيس. ولا توجد حاجة لعمليات أخرى مثل الطرد المركزي أو الترشيح أو الترسيب.

## التجانس
تمكن جون أوجيلستاد من تطوير طريقة لتكوين ميكروبيدات ذات حجم متجانس. وصُنعت مادة متعدد السيترين لإنتاج سلاسل كروية الشكل ذات حجم منتظم. يوفر تجانس الحجم، والشكل، ومساحة السطح ديناميكية ذات إمكانية وصول ورد فعل مثاليين للربط السريع والفعال.

## التطبيقات
تستخدم الميكروبيدات كأداة أساسية في عمليات الفصل المغناطيسية الحيوية. وتم تطوير مجموعة من العمليات والتطبيقات الحاصلة على براءة اختراع اعتمادًا على استخدام الميكروبيدات في البحث العلمي الأكاديمي والصناعي. وتتم مضاعفة الميكروبيدات مسبقًا بواسطة اللجين، وهو جزيء حيوي مثل الأجسام المضادة، والستريبتافيدين، والبروتينات، والمستضدات، والحمض النووي/الحمض النووي الريبوزي، أو أي نوع آخر من الجزيئات. وهناك ثلاث خطوات لعملية الفصل المغناطيسي:
1. الربط - ترتبط الميكروبيدات بالهدف المطلوب، متعلقة بتجانس اللجين على سطح السلاسل.
2. الجرف - تتحرك الميكروبيدات إلى جانب الأنبوب، استجابةً للمجال المغناطيسي بجانب المادة المقيدة. ويحدث ذلك بشكل سريع وفعال بسبب المجال المغناطيسي والجزيئات متناهية الصغر. ويتم التخلص من المواد غير المقيدة وغير المرغوبة والتي تبقى في العينة بواسطة الامتصاص/الشفط. ويتم جرف المواد المتصلة بالسلسلة باستخدام المصدات المناسبة من خلال تطبيق المغناطيس.
3. الشطف - عند انتهاء عزل وجرف الهدف المتصل بالسلسلة، يمكن تحريره في المحلول المناسب والحجم المرغوب. ويمكن بعدها استخدامه في أي تطبيق موائم مباشرةً، أو يمكن تحرير الميكروبيدات والتخلص منها.

تستخدم الميكروبيدات في عزل الخلايا وتمددها. كما يمكن فصل جزيئيات البروتين وجزيئيات البروتين المعقدة في أغراض ووسائل الترسيب المناعي على سبيل المثال. ويستفاد كذلك من الميكروبيدات في دراسات الجزيئات وتشخيصاتها (مثل المقايسة المناعية والحمض النووي في التشخيصات المخبرية). وتوفر الميكروبيدات عند مضاعفتها بالستريبتافيدين وسيلة فعالة للغاية لفصل أي جزيء معقد البيروكسيديز. وهذه الطريقة تستخدم كثيرًا في دراسات ربط البروتين مع الحمض النووي/الحمض النووي الريبوزي، وتسلسل الحمض النووي وإعداد نماذج أحادية مجدولة. ويُستفاد أيضًا من الميكروبيدات في تحليل التعبير الجيني مثل عزل الحمض النووي الريبوزي الرسول(mRNA) من أجل التحاليل الاستنساخية.
وتستخدم الميكروبيدات في عدة مجالات أهمها التكنولوجيا الحيوية والبحث العلمي في الطب الحيوي. كما مكنت الميكروبيدات و تكنولوجيا الفصل المغناطيسي مجموعة من الطرق المبتكرة التي تفيد البحث العلمي في مجالات الوقاية من الأمراض، والطب، ومجالات أخرى تهدف إلى تحسين الحالة البشرية.

## وصلات خارجية
- Dynabeads